# Кобринь (гміна)
Ґміна Кобринь — колишня (1934—1939 рр.) сільська ґміна Кобринського повіту Поліського воєводства Польської республіки. Центром ґміни було місто Кобринь.
Ґміну Кобринь було утворено розпорядженням Міністра внутрішніх справ Польщі 23 березня 1928 р.. До новоствореної ґміни включені такі поселення:
- з ліквідованої сільської ґміни Пруска — сіл Батчі, Богуславичі, Бистриці, Черватиці, Ходоси, Дев'ятка, Яголки, Колубіл, Козинці, Литвинки, Мазури, Мельники, Огородники, Островляни, Патрики, Перки, Піски, Підострівці, Полятичі, Притуки Малі, Притуки Великі, Савицьке, Сілець, Суховчиці, Шиповичі, Турна, Ушковичі, Забужки, Закросниця і Залісся, фільварків: Богуславичі, Червачиці, Литвинки, Литвинове, Лукаші, Міневичі, Патрики I, Патрики II, Патрики III, Патрики IV, Павлове, Перки, Петрове, Полятичі, Суховчиці, Залісся і Зубинівка, селищ: Городна й Осташеве, дільниць: Лукаші й Паївщина та колонії: Рачки;
- з ліквідованої сільської ґміни Стригове  — сіл: Андронове, Гуцьки, Іменін, Ленати, Лепеси Малі, Лепеси Великі, Лобачів і Мазичі, фільварків: Андронове І, Андронове II, Гуцьки, Іменін, Легати й Лепеси, селища: Маковищі;
- з ліквідованої сільської ґміни Блоти — сіл: Борисове, Брилеве, Болота Великі, Калуги, Киселівці, Магдалин, Плоска, Рибне, Ставки, фільварків: Богачі, Борисове, Брилеве, Болота Шляхетські, Хорівщина, Губернія І, Губернія II, Ізабелин, Янове, Калуги, Клопотин, Плоска, Ставки й Троя, селищ: Брилеве, Брилеве-Підліське, Букати, Червянка, Долубове, Сапог і Зацичі, дільниці: Сніжки, колонії: Закалничі, прихистки: Орішківщина, При Кобриню, Троя;
- із сільської ґміни Подолісся — села: Луцевичі, фільварків: Немирівщина, Заліщина;
- із сільської ґміни Новоселки — села: Петки, колонії: Кадельниця.

У січні 1940 р. ґміна була ліквідована, а територія увійшла до новоствореного Кобринського району.